# Gustav Adolf von Hohenlohe-Schillingsfürst
Gustavo Adolfo Príncipe de Hohenlohe-Schillingsfürst (Rotenburg an der Fulda, 26 de fevereiro de 1823 - Roma, 30 de outubro de 1896) foi um membro da família Hohenlohe da Alemanha, alegando descendência de Eberhard, um dos primeiros duques da Francônia. Tornou-se cardeal da Igreja Católica.

## Vida
Gustav Adolf Prince of Hohenlohe-Schillingsfürst era filho de Franz Joseph de Hohenlohe-Schillingsfürst e da princesa Konstanze, nascida princesa de Hohenlohe-Langenburg. Seus irmãos eram Victor Duque de Ratibor (1818-1893), Clovis de Hohenlohe-Schillingsfürst (1819-1901) e Constantino de Hohenlohe-Schillingsfürst (1828-1896).

### Carreira
Gustav Adolf estudou teologia católica nas universidades de Breslau e Munique e tornou-se membro da Academia Ecclesiastica em Roma em 1846. Após a ordenação em 1849 tornou-se grande esmoleiro papal e em 1857 arcebispo titular de Edessa em Osrhoëne . Foi ordenado bispo em 22 de novembro de 1857 na Capela Sistina pelo Papa Pio IX. ; Co-consagradores foram Giuseppe Cardoni , Presidente da Pontifícia Academia Diplomática , e Francesco Marinelli , Sacristão do Palácio Apostólico. Ele havia recebido uma villa in enfiteusi dos duques de Modena e em 1851 iniciou uma série de obras para salvar o complexo Villa d'Este da decadência.
No consistório de 22 de junho de 1866, foi criado o Papa Pio IX. Hohenlohe-Schillingsfürst como cardeal e três dias depois o fez cardeal sacerdote de Santa Maria em Traspontina . Formado teologicamente por Ignaz Döllinger , ele era um oponente dos jesuítas , que eram dominantes em Roma , e da dogmatização da infalibilidade papal . Após a convocação do Concílio Vaticano I em 1869, com base em uma recomendação de Döllinger, ele nomeou o historiador da Igreja Johann Friedrich como seu conselheiro teológico, que o acompanhou a Roma. In der Reichstagssitzung am 14. Mai 1872 sagte Bismarck den berühmt gewordenen Satz „Nach Canossa gehen wir nicht“, vgl. Canossasäule. Hohenlohe-Schillingsfürst ficou longe de votar na dogmatização da infalibilidade. Após o fim do Concílio, ele deixou a residência do Papa para ir ao Castelo de Schillingsfürst . No entanto, ele imediatamente se submeteu às definições dogmáticas do Concílio.
Por esta razão, ele parecia adequado ao governo do Reich alemão para mediar com a Cúria. Em abril de 1872, Otto von Bismarck conseguiu sua nomeação como enviado do novo Império Alemão ao Papa Pio IX. Mas ele não deu seu agrément e rejeitou a aceitação de Hohenlohe como enviado, após o que o posto da embaixada permaneceu vago e foi abolido completamente em 1874.
Como defensor de uma reconciliação entre fé e ciência e entre a Igreja e o Estado constitucional moderno, ele se tornou cada vez mais alienado de Pio IX. e sua atitude cada vez mais conflituosa. A esperada nomeação para o arcebispo de Friburgo não se concretizou. Gustav Adolf zu Hohenlohe-Schillingsfürst só retornou a Roma em fevereiro de 1876 e obteve do novo Papa Leão XIII. influenciar novamente. Isto o nomeou Cardeal Bispo de Albano em 1879 ; No entanto, Hohenlohe-Schillingsfürst renunciou a este cargo em dezembro de 1883 por causa dos custos envolvidos. Ele permaneceu arcipreste de Santa Maria Maggiore e tornou-se cardeal sacerdote de 1884San Callisto e em 1895 por San Lorenzo in Lucina .

### Hohenlohe e Liszt
Em outubro de 1861, ele impediu o casamento entre Franz Liszt e a princesa Carolyne zu Sayn-Wittgenstein na igreja de Santi Ambrogio e Carlo, em Roma. Desta forma, ele evitou que seu irmão Konstantin, marido da filha de Carolyne, Marie, fosse deserdado. No entanto, tornou-se amigo de Liszt: em abril de 1865, tonsurou-o, em julho as ordens menores. Além disso, de abril de 1865 a junho de 1866, quando foi elevado a cardeal, hospedou Liszt em seus aposentos no Vaticano. 

### Hohenlohe e osJesuítas
De acordo com as memórias publicadas por seu irmão Chlodwig em 1906, Gustaf Adolf zu Hohenlohe-Schillingsfürst costumava fazer um clérigo provar o vinho antes de dizer uma missa , porque (após o envenenamento de sua prima Catarina, princesa de Hohenzollern-Sigmaringen foi revelado em 1859 iluminado pelo Santo Ofício e no qual o jesuíta Josef Kleutgen também estava envolvido) temia ser envenenado pelos jesuítas.  No argumento para manter a lei jesuítaeles se referiam a Hohenlohe. Em 1879, ele escreveu em uma carta a Bismarck sobre os jesuítas: "É sempre bom proteger praga."destapátrianossa 

### Os últimos anos
Optou, portanto, por um assento de cardeal episcopal e obteve o de Albano (12 de maio de 1879), mas teve que renunciar a este cargo em setembro de 1883 por oposição aos ideais da Cúria e retornar ao posto de cardeal-presbítero, ocupando o posto que havia sido do cardeal Antonio Maria Panebianco. Finalmente, ele optou pelo título de San Callisto em 10 de novembro de 1884 e depois pelo de San Lorenzo in Lucina a partir de 2 de dezembro de 1895.
Ele morreu em 30 de outubro de 1896, aos 73 anos. Seu corpo foi exposto para veneração pública em sua igreja titular de San Lorenzo in Lucina e depois foi enterrado no Campo Santo Teutônico de Santa Maria della Pietà, no Vaticano.
Era amigo do escritor milanês Carlo Dossi.